# Almamy Schuman Bah
Almamy Schuman Bah (Léhon, 24 de agosto de 1974) é um ex-futebolista profissional guineense que atuava como defensor.

## Carreira
Almamy Schuman Bah representou o elenco da Seleção Guineense de Futebol no Campeonato Africano das Nações de 2004.

## Ligaçães externas
Almamy Schuman Bah em National-Football-Teams.com